# Opération Rösselsprung (1944)
Pour les articles homonymes, voir Opération Rösselsprung.
Seconde Guerre mondiale
Batailles
- Invasion de l'Albanie
- Guerre italo-grecque
- Invasion de la Yougoslavie
- Opération Châtiment
- Bataille de Grèce
- Opération Abstention
- Bataille de Crète
- Campagne de la mer Noire

L'opération Rösselsprung (Saut du cavalier) de 1944,  également connue sous le nom de raid sur Drvar, était la 7e grande opération anti-Partisans lancée par les forces allemandes contre la résistance yougoslave durant la Seconde Guerre mondiale qui eut lieu entre le 25 mai et le 3 juillet 1944.

## But de l'opération
L'opération visait à capturer Tito pour éliminer ensuite le mouvement partisan communiste en Yougoslavie.

## L'opération
En janvier 1943, un agent de Himmler, le Sturmbannführer Hans Helm (he) attaché de police à la mission diplomatique allemande à Belgrade réussit à éclaircir ce qui était jusqu'alors un mystère : l'identité de Tito.
Dans un courrier en date du 8 janvier 1943, Helm donne ces précisions : « Le chef des insurgés croates est le mécanicien « Josip Broz », alias l'ingénieur « Ivan Kostanjsek », alias l'ingénieur « Slavko Babic », et accessoirement le secrétaire général du parti communiste yougoslave. »
| \| Drvar \| |
| Drvar       |

Immédiatement sa tête est mise à prix 100 000 reichsmarks. La mesure étant restée sans résultat le RSHA décide de capturer Tito lors de l'un de ses déplacement avec des unités de parachutistes.
La date fixée pour l'opération était le 25 mai 1944, anniversaire de Tito. Himmler pensait qu'à cette occasion les partisans s'enivreraient copieusement, ce qui permettrait aux troupes allemandes d'agir par surprise. Cela était une erreur du renseignement allemand, car la véritable date d'anniversaire de Tito était en fait le 7 mai. Celui-ci célébrera toutefois par la suite son anniversaire le 25 mai en souvenir de cet évenement.

## Forces en présence
Forces de l'Axe
20 000 hommes environ.
 Reich allemand
- 373. Infanterie-Division (kroat.)
- Grenadier-Regiment (mot.) 92
- 1. Regiment Brandenburg
- 500e bataillon de parachutistes SS (de)[4]
- Pz.Gren.Sturm-Batalion Pz.AOK 2
- 3./Panzer-Abteilung 202 (202e bataillon de panzer)

 Waffen-SS
- 7. SS-Freiwillige-Gebirgs-Div. Prinz Eugen
- SS-Aufklärungs-Abteilung 105 (provenant du 5e corps SS de montagne)

 État indépendant de Croatie
- 2e brigade de chasseurs
- 4e brigade de chasseurs

Aviation
- 65 avions de chasse
- 85 avions d'attaque au sol
- 35 avions d'attaque au sol nocturne
- 12 avions de reconnaissance
- 40 Junkers Ju 52 de transport
- 45 remorqueurs de planeurs
- 60 planeurs

Résistance
 Partisans 
Environ 17 000 hommes
- 1er corps Prolétarien (NOVJ)
  - 1re division Prolétarienne (NOVJ)
  - 6e division Prolétarienne (NOVJ)
- 5e corps d'assaut (NOVJ)
  - 4e division d'assaut (NOVJ)
  - 39e division d'assaut (NOVJ)
- 9e division du 8e corps (NOVJ)
  - Bataillon d'escorte du Haut commandement
  - École des officiers du haut commandement de la NOV et de la POJ[5]